# Guvernoratul Qalqilya
Guvernoratul Qalqilya (Arabă: محافظة قلقيلية) este unul dintre guvernoratele Autorității Palestiniene, aflat în nord-vestul Cisiordaniei. Capitala și cel mai mare oraș al acestuia este Qalqilyah.

## Localități

### Municipalități
- Azzun
- Hableh
- Qalqilya
- Kafr Thulth

### Orașe și sate
- Azzun 'Atma
- Baqah
- Baqat al-Hatab
- Beit Amin
- Falamiyya
- Hajjah
- Immatain
- Islah
- Jayyous
- Jinsafut
- Jit
- Kafr Laqif
- Kafr Qaddum
- an Nabi Elyas
- Ras Atiya
- Sanniriya
- Fara'ata
- Salman